# Rhoicinus lugato
Rhoicinus lugato är en spindelart som beskrevs av Hubert Höfer och Antonio D. Brescovit 1994. Rhoicinus lugato ingår i släktet Rhoicinus och familjen Trechaleidae. Inga underarter finns listade i Catalogue of Life.